# Балдуїн делла Скала
Балдуїн делла Скала (*Balduino della Scala бл. 1113 — бл. 1166) — середньовічний торговець і політичний діяч Верони.

## життєпис
Походив з роду Скалігери. Другий син Ардуїно делла Скали, торговця вовною. Народився близько 1113 року. Замолоду продовжив родинну справу. Згодом брав участь у політичному житті Верони, підтримавши гібеллінів — прихильників імператора Священної Римської імперії.
У 1147 році обирається одним з консулів Верони. На цій посаді сприяв підтримці імператора Фрідриха I Барбаросси. Можливо, був присутній під час підписання миру в Ронкальє (між імператорами та комунами Італії). У 1155—1156 роках допомагав Фрідриху I у боротьбі з гвельфами Верони. Проте не зміг у 1164 році завадити вступу Верони до Ломбардської ліги. Помер приблизно 1166 року.

## Родина
- Герард, клірик з 1166 року
- П'єтро, суддя у 1198—1212 роках
- Ізнардіно